# ابيضاض (طب)

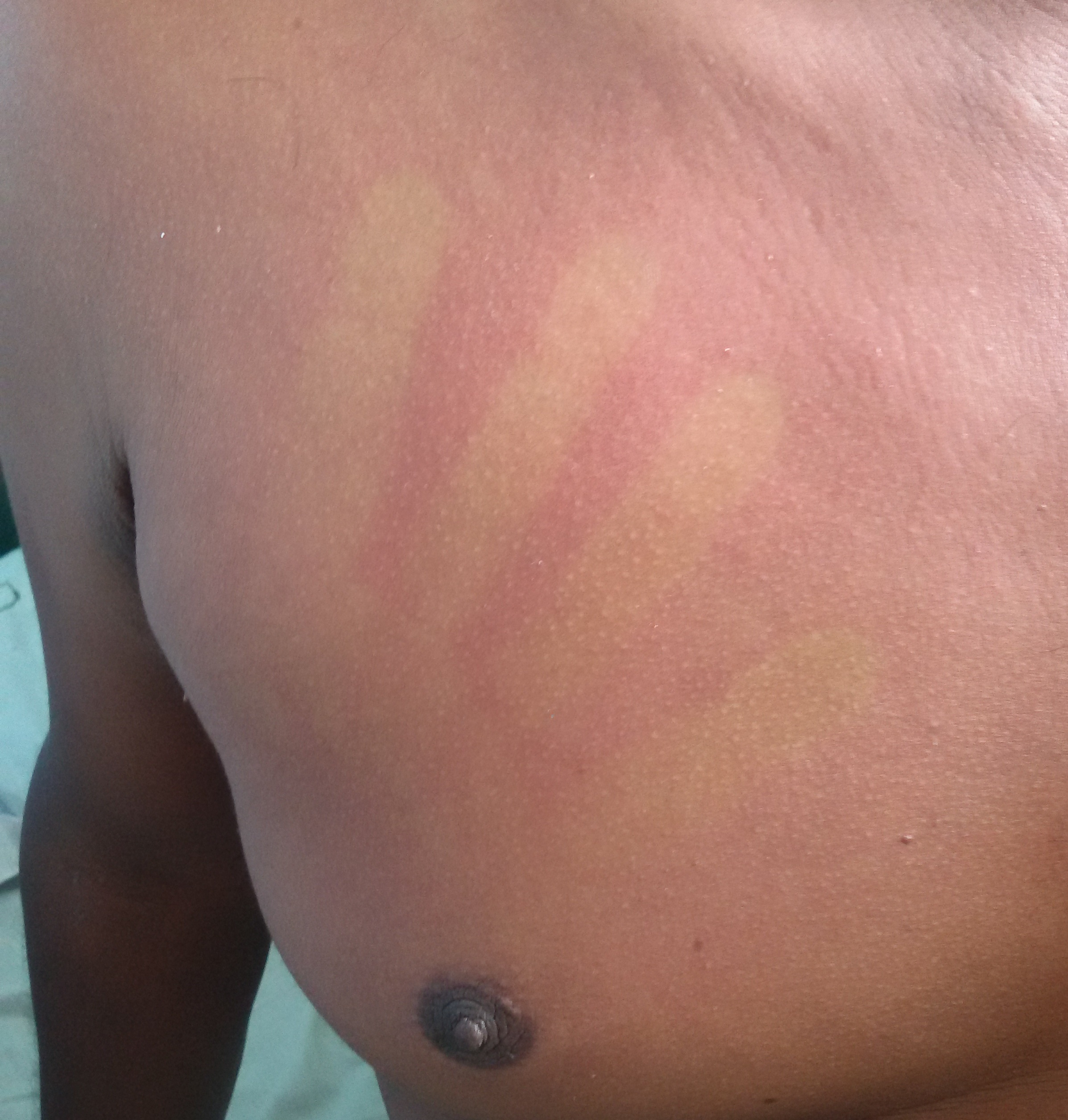
طفح جلدي يظهر في حالة حمى الضنك، يبيضّ عند الضغط عليه.

يحدث ابيضاض الجلد بسبب منع جريان الدم نحو منطقة مغنة من الجسم. يحدث الابيضاض في حالة فحص فسلجي يدعى بالمعاينة الشفوفية.
كما أن الابيضاض هو أحد أبرز العلامات السريرية لظاهرة رينو.
لا يمكن أن يحدث الابيضاض في حالة الغنغرينة بسبب تراكم كريات الدم الحمراء في المنطقة المصابة.